# Bradycellus kirbyi
Bradycellus kirbyi is een keversoort uit de familie van de loopkevers (Carabidae). De wetenschappelijke naam van de soort is voor het eerst geldig gepubliceerd in 1883 door G.Horn.